# Saâd Seddik
Saâd Seddik, né le 29 septembre 1956 à Beni Khedache, est un ingénieur et homme politique tunisien.
Du 6 février 2015 au 27 août 2016, il est ministre de l'Agriculture, des Ressources hydrauliques et de la Pêche dans le gouvernement de Habib Essid.

## Biographie

### Études
Saâd Seddik possède une maîtrise universitaire d'ingénierie rurale de l'Institut national agronomique de Tunisie. En décembre 1983, il décroche un diplôme d'ingénieur principal des eaux de l'École nationale du génie rural, des eaux et des forêts de Paris.

### Carrière professionnelle
Seddik effectue toute sa carrière au ministère de l'Agriculture. Entre 1984 et 1998, il est responsable de la Direction du génie rural et des périmètres irrigués à Kébili et Bizerte. Par la suite, entre 1998 et 2008, il est délégué régional au développement agricole à Kébili et Sidi Bouzid. Il devient en 2008 directeur général du génie rural et d'exploitation des eaux, jusqu'en 2013, puis directeur général des barrages et des grands travaux hydrauliques.
En 2014, il est nommé, en remplacement de Hédi Belhaj, président-directeur général de la Société nationale d'exploitation et de distribution des eaux, dont il était membre du conseil d'administration.

### Carrière politique
Le 6 février 2015, il est nommé au poste de ministre de l'Agriculture, des Ressources hydrauliques et de la Pêche dans le gouvernement de Habib Essid.

## Vie privée
Saâd Seddik est marié et père de trois enfants.